# المقصرة (الحيمة الخارجية)

تعديل مصدري - تعديل

المقصرة هي إحدى قرى عزلة سهام بمديرية الحيمة الخارجية التابعة لمحافظة صنعاء، بلغ تعداد سكانها 134 نسمة حسب تعداد اليمن لعام 2004.